# Тур ATP 1994
Тур ATP 1994 — елітний світовий тур тенісистів професіоналів, що проводиться Асоціацією тенісистів професіоналів (ATP) з січня до грудня 1994 року. Тур включав чотири турніри Великого шлему (організовані ITF), Фінал ATP, ATP Super 9, ATP International Series Gold, ATP International Series, ATP World Team Cup, Кубок Девіса та Кубок Великого шлему (організовані ITF).

## Розклад турнірів
Легенда
| Турнір Великого Шолому       |
| ATP Tour World Championships |
| ATP Super 9                  |
| ATP Championship Series      |
| ATP World Series             |
| Командні змагання            |

### Січень
| Тиждень           | Турнір | Чемпіони                                                      | Фіналісти                       | Півфіналісти                     | Чвертьфіналісти                                                    |
| ----------------- | --- | ------------------------------------------------------------- | ------------------------------- | -------------------------------- | ------------------------------------------------------------------ |
| 3 січня           | Hopman Cup Перт, Австралія ITF Mixed Team Championships Тверде (i) – 8 teams (RR)                                                                  | Чехія 2–1                                                     | Німеччина                       | Австралія · Австрія              | Швейцарія · Франція · Іспанія · США                                |
| 3 січня           | Pure Milk Australian Men's Hardcourt Championships Аделаїда, Австралія ATP World Series Тверде – $288,750 – 32S/16D                                | Євген Кафельников 6–4, 6–3                                    | Олександр Волков                | Патрік Рафтер Ніклас Культі      | Грант Стеффорд Давід Рікл Кеннет Карлсен Гійом Рау                 |
| 3 січня           | Pure Milk Australian Men's Hardcourt Championships Аделаїда, Австралія ATP World Series Тверде – $288,750 – 32S/16D                                | Марк Кратцманн Ендрю Кратцманн 6–4, 7–5                       | Девід Адамс Байрон Блек         | Патрік Рафтер Ніклас Культі      | Грант Стеффорд Давід Рікл Кеннет Карлсен Гійом Рау                 |
| 3 січня           | Qatar ExxonMobil Open Доха, Катар ATP World Series Тверде – $500,000 – 32S/16D Одиночний розряд – Парний розряд                                    | Стефан Едберг 6–3, 6–2                                        | Паул Гаргейс                    | Горан Іванишевич Гільберт Шаллер | Андрій Ольховський Стефано Пескосолідо Анрі Леконт Роналд Ейдженор |
| 3 січня           | Qatar ExxonMobil Open Доха, Катар ATP World Series Тверде – $500,000 – 32S/16D Одиночний розряд – Парний розряд                                    | Олів'є Делетр Стефан Сіміан 6–3, 6–3                          | Шелбі Кеннон Байрон Талбот      | Горан Іванишевич Гільберт Шаллер | Андрій Ольховський Стефано Пескосолідо Анрі Леконт Роналд Ейдженор |
| 3 січня           | Oahu Open Оаху, HI, USA ATP World Series Тверде – $288,750 – 32S/16D Одиночний розряд – Парний розряд                                              | Вейн Феррейра 6–4, 6–7(3–7), 6–1                              | Річі Ренеберг                   | Джонатан Старк Роббі Вайсс       | Патрік Макінрой Бред Гілберт Джиммі Аріес Ренцо Фурлан             |
| 3 січня           | Oahu Open Оаху, HI, USA ATP World Series Тверде – $288,750 – 32S/16D Одиночний розряд – Парний розряд                                              | Том Нейссен Цирил Сук 6–4, 6–4                                | Алекс О'Браєн Джонатан Старк    | Джонатан Старк Роббі Вайсс       | Патрік Макінрой Бред Гілберт Джиммі Аріес Ренцо Фурлан             |
| 10 січня          | Indonesia Open Джакарта, Індонезія ATP World Series Тверде – $288,750 – 32S/16D                                                                    | Майкл Чанг 6–3, 6–3                                           | Давід Рікл                      | Юнес Ель-Айнауї Мауріс Руа       | Роббі Вайсс Bing Chao Lin Карім Аламі Жан-Філіпп Флер'ян           |
| 10 січня          | Indonesia Open Джакарта, Індонезія ATP World Series Тверде – $288,750 – 32S/16D                                                                    | Йонас Бйоркман Ніл Борвік 6–4, 6–1                            | Хорхе Лосано Джим П'ю           | Юнес Ель-Айнауї Мауріс Руа       | Роббі Вайсс Bing Chao Lin Карім Аламі Жан-Філіпп Флер'ян           |
| 10 січня          | Peters NSW Open Сідней, Австралія ATP World Series Тверде – $288,750 – 32S/16D                                                                     | Піт Сампрас 7–6(7–5), 6–4                                     | Іван Лендл                      | Петр Корда Тодд Мартін           | Аарон Крікстейн Даніель Вацек Ніклас Культі Річі Ренеберг          |
| 10 січня          | Peters NSW Open Сідней, Австралія ATP World Series Тверде – $288,750 – 32S/16D                                                                     | Даррен Кейгілл Сендон Столл 6–1, 7–6                          | Марк Кратцманн Лорі Вордер      | Петр Корда Тодд Мартін           | Аарон Крікстейн Даніель Вацек Ніклас Культі Річі Ренеберг          |
| 10 січня          | Benson and Hedges Open Окленд (Нова Зеландія), Нова Зеландія ATP World Series Тверде – $288,750 – 32S/16D                                          | Магнус Густафссон 6–4, 6–0                                    | Патрік Макінрой                 | Томас Енквіст Карстен Браш       | Томас Карбонелл Бретт Стівен Маркос Ондруска Якоб Гласек           |
| 10 січня          | Benson and Hedges Open Окленд (Нова Зеландія), Нова Зеландія ATP World Series Тверде – $288,750 – 32S/16D                                          | Патрік Макінрой Джаред Палмер 6–2, 4–6, 6–4                   | Грант Коннелл Патрік Гелбрайт   | Томас Енквіст Карстен Браш       | Томас Карбонелл Бретт Стівен Маркос Ондруска Якоб Гласек           |
| 17 січня 24 січня | Відкритий чемпіонат Австралії з тенісу Мельбурн, Австралія Grand Slam Тверде – $2,646,694 – 128S/64D/32XD Одиночний розряд – Парний розряд – Мікст | Піт Сампрас 7–6(7–4), 6–4, 6–4                                | Тодд Мартін                     | Джим Кур'є Стефан Едберг         | Магнус Густафссон Горан Іванишевич Томас Мустер Малівай Вашингтон  |
| 17 січня 24 січня | Відкритий чемпіонат Австралії з тенісу Мельбурн, Австралія Grand Slam Тверде – $2,646,694 – 128S/64D/32XD Одиночний розряд – Парний розряд – Мікст | Якко Елтінг Паул Гаргейс 6–7, 6–3, 6–4, 6–3                   | Байрон Блек Джонатан Старк      | Джим Кур'є Стефан Едберг         | Магнус Густафссон Горан Іванишевич Томас Мустер Малівай Вашингтон  |
| 17 січня 24 січня | Відкритий чемпіонат Австралії з тенісу Мельбурн, Австралія Grand Slam Тверде – $2,646,694 – 128S/64D/32XD Одиночний розряд – Парний розряд – Мікст | Лариса Савченко-Нейланд Андрій Ольховський 7–5, 6–7(0–7), 6–2 | Гелена Сукова Тодд Вудбрідж     | Джим Кур'є Стефан Едберг         | Магнус Густафссон Горан Іванишевич Томас Мустер Малівай Вашингтон  |
| 31 січня          | Dubai Open Дубай, ОАЕ ATP World Series Тверде – $1,013,750 – 32S/16D                                                                               | Магнус Густафссон 6–4, 6–2                                    | Серхі Бругера                   | Вейн Феррейра Олександр Волков   | Марк-Кевін Гелльнер Петр Корда Іван Лендл Генрік Гольм             |
| 31 січня          | Dubai Open Дубай, ОАЕ ATP World Series Тверде – $1,013,750 – 32S/16D                                                                               | Тодд Вудбрідж Марк Вудфорд 6–7, 6–4, 6–2                      | Даррен Кейгілл Джон Фіцджеральд | Вейн Феррейра Олександр Волков   | Марк-Кевін Гелльнер Петр Корда Іван Лендл Генрік Гольм             |
| 31 січня          | Marseille Open Марсель, Франція ATP World Series Тверде (i) – $513,750 – 32S/16D                                                                   | Марк Россе 7–6(8–6), 7–6(7–4)                                 | Арно Боеч                       | Міхаель Штіх Дієго Наргісо       | Йонас Бйоркман Давід Рікл Анрі Леконт Томас Карбонелл              |
| 31 січня          | Marseille Open Марсель, Франція ATP World Series Тверде (i) – $513,750 – 32S/16D                                                                   | Ян Сімерінк Даніель Вацек 6–7, 6–4, 6–1                       | Мартін Дамм Євген Кафельников   | Міхаель Штіх Дієго Наргісо       | Йонас Бйоркман Давід Рікл Анрі Леконт Томас Карбонелл              |
| 31 січня          | Volvo Tennis Open Сан-Хосе (Каліфорнія), США ATP World Series Тверде (i) – $288,750 – 32S/16D                                                      | Ренцо Фурлан 3–6, 6–3, 7–5                                    | Майкл Чанг                      | Карстен Браш Річі Ренеберг       | Жан-Філіпп Флер'ян Браян Шелтон Джефф Таранго Браян Макфі          |
| 31 січня          | Volvo Tennis Open Сан-Хосе (Каліфорнія), США ATP World Series Тверде (i) – $288,750 – 32S/16D                                                      | Рік Ліч Джаред Палмер 4–6, 6–4, 6–4                           | Байрон Блек Джонатан Старк      | Карстен Браш Річі Ренеберг       | Жан-Філіпп Флер'ян Браян Шелтон Джефф Таранго Браян Макфі          |

### Лютий
| Тиждень             | Турнір | Чемпіони                                     | Фіналісти                     | Півфіналісти                     | Чвертьфіналісти                                                  |
| ------------------- | --- | -------------------------------------------- | ----------------------------- | -------------------------------- | ---------------------------------------------------------------- |
| 7 лютого            | Muratti Time Indoor Мілан, Італія ATP Турнір Series Килим (i) – $688,750 – 32S/16D                                                                                    | Борис Бекер 6–2, 3–6, 6–3                    | Петр Корда                    | Роналд Ейдженор Серхі Бругера    | Веллі Месур Седрік Пйолін Горан Іванишевич Карел Новачек         |
| 7 лютого            | Muratti Time Indoor Мілан, Італія ATP Турнір Series Килим (i) – $688,750 – 32S/16D                                                                                    | Том Нейссен Цирил Сук 4–6, 7–6, 7–6          | Гендрік Ян Давідс Піт Норвал  | Роналд Ейдженор Серхі Бругера    | Веллі Месур Седрік Пйолін Горан Іванишевич Карел Новачек         |
| 7 лютого            | Kroger St. Jude International Мемфіс (Теннессі), США ATP Турнір Series Тверде (i) – $675,000 – 48S/24D                                                                | Тодд Мартін 6–4, 7–5                         | Бред Гілберт                  | Патрік Макінрой Алекс О'Браєн    | Джим Кур'є Томас Енквіст Карстен Браш Паул Гаргейс               |
| 7 лютого            | Kroger St. Jude International Мемфіс (Теннессі), США ATP Турнір Series Тверде (i) – $675,000 – 48S/24D                                                                | Байрон Блек Джонатан Старк 6–2, 6–4          | Джим Грабб Джаред Палмер      | Патрік Макінрой Алекс О'Браєн    | Джим Кур'є Томас Енквіст Карстен Браш Паул Гаргейс               |
| 14 лютого           | Comcast U.S. Indoor Філадельфія, PA, USA ATP Турнір Series Килим (i) – $588,750 – 32S/16D                                                                             | Майкл Чанг 6–3, 6–2                          | Паул Гаргейс                  | Хайме Їсага Джим Кур'є           | Якко Елтінг Джим Грабб Джонатан Старк Андрій Чесноков            |
| 14 лютого           | Comcast U.S. Indoor Філадельфія, PA, USA ATP Турнір Series Килим (i) – $588,750 – 32S/16D                                                                             | Якко Елтінг Паул Гаргейс 6–3, 6–4            | Джим Грабб Джаред Палмер      | Хайме Їсага Джим Кур'є           | Якко Елтінг Джим Грабб Джонатан Старк Андрій Чесноков            |
| 14 лютого           | Eurocard Open Штутгарт, Німеччина ATP Турнір Series Килим (i) – $2,125,000 – 32S/16D                                                                                  | Стефан Едберг 4–6, 6–4, 6–2, 6–2             | Горан Іванишевич              | Борис Бекер Серхі Бругера        | Міхаель Штіх Анрі Леконт Магнус Густафссон Арно Боеч             |
| 14 лютого           | Eurocard Open Штутгарт, Німеччина ATP Турнір Series Килим (i) – $2,125,000 – 32S/16D                                                                                  | Девід Адамс Андрій Ольховський 6–7, 6–4, 7–6 | Грант Коннелл Патрік Гелбрайт | Борис Бекер Серхі Бругера        | Міхаель Штіх Анрі Леконт Магнус Густафссон Арно Боеч             |
| 21 лютого           | ABN AMRO World Tennis Tournament Роттердам, Нідерланди ATP World Series Килим (i) – $575,000 – 32S/16D                                                                | Міхаель Штіх 4–6, 6–3, 6–0                   | Вейн Феррейра                 | Паул Гаргейс Горан Іванишевич    | Родольф Жільбер Олександр Волков Євген Кафельников Юнас Свенссон |
| 21 лютого           | ABN AMRO World Tennis Tournament Роттердам, Нідерланди ATP World Series Килим (i) – $575,000 – 32S/16D                                                                | Джеремі Бейтс Йонас Бйоркман 6–4, 6–1        | Якко Елтінг Паул Гаргейс      | Паул Гаргейс Горан Іванишевич    | Родольф Жільбер Олександр Волков Євген Кафельников Юнас Свенссон |
| 21 лютого           | Nuveen Championships Скоттсдейл, США ATP World Series Тверде – $288,750 – 32S/16D                                                                                     | Андре Агассі 6–4, 6–3                        | Луїс Маттар                   | Карстен Браш Малівай Вашингтон   | Хорді Бурільйо Бред Гілберт Чак Адамс Стефано Пескосолідо        |
| 21 лютого           | Nuveen Championships Скоттсдейл, США ATP World Series Тверде – $288,750 – 32S/16D                                                                                     | Ян Апелль Кен Флек 6–0, 6–4                  | Алекс О'Браєн Сендон Столл    | Карстен Браш Малівай Вашингтон   | Хорді Бурільйо Бред Гілберт Чак Адамс Стефано Пескосолідо        |
| 21 лютого           | Abierto Mexicano de Tennis Мехіко, Мексика ATP World Series Ґрунт – $300,000 – 32S/16D                                                                                | Томас Мустер 6–3, 6–1                        | Роберто Жабалі                | Алекс Корретха Мауріс Руа        | Марк Петчі Ктіслав Доседель Давід Рікл Браян Шелтон              |
| 21 лютого           | Abierto Mexicano de Tennis Мехіко, Мексика ATP World Series Ґрунт – $300,000 – 32S/16D                                                                                | Франсіско Монтана Браян Шелтон 6–3, 6–4      | Люк Єнсен Мерфі Єнсен         | Алекс Корретха Мауріс Руа        | Марк Петчі Ктіслав Доседель Давід Рікл Браян Шелтон              |
| 28 лютого           | Copenhagen Cup 56 Open Копенгаген, Данія ATP World Series Килим (i) – $188,750 – 32S/16D                                                                              | Євген Кафельников 6–3, 7–5                   | Даніель Вацек                 | Алекс Антоніч Жан-Філіпп Флер'ян | Магнус Густафссон Патрік Баур Кеннет Карлсен Андрій Ольховський  |
| 28 лютого           | Copenhagen Cup 56 Open Копенгаген, Данія ATP World Series Килим (i) – $188,750 – 32S/16D                                                                              | Мартін Дамм Бретт Стівен 6–3, 6–4            | Давід Пріносіл Удо Ріглевскі  | Алекс Антоніч Жан-Філіпп Флер'ян | Магнус Густафссон Патрік Баур Кеннет Карлсен Андрій Ольховський  |
| 28 лютого 7 березня | Newsweek Champions Cup and the Evert Cup Індіан-Веллс (Каліфорнія), США ATP Турнір Series, Single-Week Тверде – $1,470,000 – 56S/28D Одиночний розряд – Парний розряд | Піт Сампрас 4–6, 6–3, 3–6, 6–3, 6–2          | Петр Корда                    | Стефан Едберг Аарон Крікстейн    | Томас Мустер Даррен Кейгілл Олександр Волков Карлос Коста        |
| 28 лютого 7 березня | Newsweek Champions Cup and the Evert Cup Індіан-Веллс (Каліфорнія), США ATP Турнір Series, Single-Week Тверде – $1,470,000 – 56S/28D Одиночний розряд – Парний розряд | Грант Коннелл Патрік Гелбрайт 3–6, 6–1, 7–6  | Байрон Блек Джонатан Старк    | Стефан Едберг Аарон Крікстейн    | Томас Мустер Даррен Кейгілл Олександр Волков Карлос Коста        |

### Березень
| Тиждень              | Турнір | Чемпіони | Фіналісти                                                                                               | Півфіналісти                    | Чвертьфіналісти                                                         |
| -------------------- | --- | --- | --- | ------------------------------- | ----------------------------------------------------------------------- |
| 7 березня            | Internacional de Zaragoza Сарагоса, Іспанія ATP World Series Килим (i) – $200,000 – 32S/16D | Магнус Ларссон 6–4, 6–4 | Ларс Реманн                                                                                             | Томас Нюдаль Андерс Яррід       | Джанлука Поцці Євген Кафельников Патрік Кюнен Давід Пріносіл            |
| 7 березня            | Internacional de Zaragoza Сарагоса, Іспанія ATP World Series Килим (i) – $200,000 – 32S/16D | Генрік Гольм Андерс Яррід 7–5, 6–2 | Мартін Дамм Карел Новачек                                                                               | Томас Нюдаль Андерс Яррід       | Джанлука Поцці Євген Кафельников Патрік Кюнен Давід Пріносіл            |
| 7 березня 14 березня | Lipton Championships Кі-Біскейн, США ATP Турнір Series, Single-Week Тверде – $1,625,000 – 96S/48D Одиночний розряд – Парний розряд | Піт Сампрас 5–7, 6–3, 6–3 | Андре Агассі                                                                                            | Джим Кур'є Патрік Рафтер        | Петр Корда Горан Іванишевич Джим Грабб Стефан Едберг                    |
| 7 березня 14 березня | Lipton Championships Кі-Біскейн, США ATP Турнір Series, Single-Week Тверде – $1,625,000 – 96S/48D Одиночний розряд – Парний розряд | Якко Елтінг Паул Гаргейс 7–6, 7–6 | Марк Ноулз Джаред Палмер                                                                                | Джим Кур'є Патрік Рафтер        | Петр Корда Горан Іванишевич Джим Грабб Стефан Едберг                    |
| 14 березня           | Grand Prix Hassan II Касабланка, Марокко ATP World Series Ґрунт – $188,750 – 32S/16D | Ренцо Фурлан 6–2, 6–2 | Карім Аламі                                                                                             | Гільберт Шаллер Юнес Ель-Айнауї | Томас Карбонелл Мартін Сіннер Дмитро Поляков Оскар Мартінес             |
| 14 березня           | Grand Prix Hassan II Касабланка, Марокко ATP World Series Ґрунт – $188,750 – 32S/16D | Девід Адамс Менно Остінг 6–3, 6–4 | Крістіан Бранді Федеріко Мордеган                                                                       | Гільберт Шаллер Юнес Ель-Айнауї | Томас Карбонелл Мартін Сіннер Дмитро Поляков Оскар Мартінес             |
| 21 березня           | Davis Cup by NEC: First round New Delhi, Індія – grass Ейндговен, Нідерланди – carpet (i) Лунд, Швеція – carpet (i) Безансон, Франція – hard (i) Рамат-га-Шарон, Ізраїль – hard Санкт-Петербург, Росія – carpet (i) Мадрид, Іспанія – clay Грац, Австрія – clay (i) | Переможці першого раунду Сполучені Штати Америки 5–0 · Нідерланди 5–0 · Бельгія 5—0 · Франція 4–1 · Чехія 4–1 · Росія 4–1 · Іспанія 4–1 · Німеччина 3–2 | Переможені у першому раунді Індія · Бельгія · Данія · Угорщина · Ізраїль · Австралія · Італія · Австрія |                                 |                                                                         |
| 28 березня           | Salem Open Osaka Осака, Японія ATP World Series Тверде – $625,000 – 32S/16D | Піт Сампрас 6–2, 6–2 | Ліонель Ру                                                                                              | Андре Агассі Генрік Гольм       | Гійом Рау Девід Вітон Аарон Крікстейн Майкл Чанг                        |
| 28 березня           | Salem Open Osaka Осака, Японія ATP World Series Тверде – $625,000 – 32S/16D | Мартін Дамм Сендон Столл 6–4, 6–4 | Девід Адамс Андрій Ольховський                                                                          | Андре Агассі Генрік Гольм       | Гійом Рау Девід Вітон Аарон Крікстейн Майкл Чанг                        |
| 28 березня           | Estoril Open Оейраш, Португалія ATP World Series Ґрунт – $500,000 – 32S/16D | Карлос Коста 4–6, 7–5, 6–4 | Андрій Медведєв                                                                                         | Альберт Коста Хав'єр Санчес     | Серхі Бругера Андреа Гауденці Еміліо Санчес Вікаріо Альберто Берасатегі |
| 28 березня           | Estoril Open Оейраш, Португалія ATP World Series Ґрунт – $500,000 – 32S/16D | Крістіан Бранді Федеріко Мордеган Walkover | Ріхард Крайчек Менно Остінг                                                                             | Альберт Коста Хав'єр Санчес     | Серхі Бругера Андреа Гауденці Еміліо Санчес Вікаріо Альберто Берасатегі |
| 28 березня           | South African Outdoor Open Сан-Сіті, ПАР ATP World Series Тверде – $288,750 – 32S/16D | Маркус Цюкке 6–4, 6–1 | Гендрік Дрекманн                                                                                        | Олександр Волков Якоб Гласек    | Марк Петчі Маркос Ондруска Томас Мустер Крістіан Берґстрем              |
| 28 березня           | South African Outdoor Open Сан-Сіті, ПАР ATP World Series Тверде – $288,750 – 32S/16D | Маріус Барнард Брент Гейгарт 6–3, 7–5 | Елліс Феррейра Грант Стеффорд                                                                           | Олександр Волков Якоб Гласек    | Марк Петчі Маркос Ондруска Томас Мустер Крістіан Берґстрем              |

### Квітень
| Тиждень   | Турнір | Чемпіони                                        | Фіналісти                       | Півфіналісти                    | Чвертьфіналісти                                              |
| --------- | --- | ----------------------------------------------- | ------------------------------- | ------------------------------- | ------------------------------------------------------------ |
| 4 квітня  | Trofeo Conde de Godó Renault Open Барселона, Іспанія ATP Турнір Series Ґрунт – $775,000 – 56S/28D                                               | Ріхард Крайчек 6–4, 7–6(8–6), 6–2               | Карлос Коста                    | Алекс Корретха Роналд Ейдженор  | Хорді Арресе Томас Карбонелл Андреа Гауденці Серхі Бругера   |
| 4 квітня  | Trofeo Conde de Godó Renault Open Барселона, Іспанія ATP Турнір Series Ґрунт – $775,000 – 56S/28D                                               | Євген Кафельников Давід Рікл 5-7, 6–1, 6–4      | Джим Кур'є Хав'єр Санчес        | Алекс Корретха Роналд Ейдженор  | Хорді Арресе Томас Карбонелл Андреа Гауденці Серхі Бругера   |
| 4 квітня  | Відкритий чемпіонат Японії з тенісу Tokyo, Японія ATP Турнір Series Тверде – $928,750 – 56S/28D                                                 | Піт Сампрас 6–4, 6–2                            | Майкл Чанг                      | Генрік Гольм Борис Бекер        | Патрік Рафтер Іван Лендл Бред Гілберт Девід Вітон            |
| 4 квітня  | Відкритий чемпіонат Японії з тенісу Tokyo, Японія ATP Турнір Series Тверде – $928,750 – 56S/28D                                                 | Генрік Гольм Андерс Яррід 7–6, 6–1              | Себастьян Ларо Патрік Макінрой  | Генрік Гольм Борис Бекер        | Патрік Рафтер Іван Лендл Бред Гілберт Девід Вітон            |
| 11 квітня | Salem Open Гонконг, Гонконг ATP World Series Тверде – $295,000 – 32S/16D                                                                        | Майкл Чанг 6–1, 6–3                             | Патрік Рафтер                   | Бред Гілберт Іван Лендл         | Майкл Теббутт Джеймі Морґан Мартін Дамм Грег Руседскі        |
| 11 квітня | Salem Open Гонконг, Гонконг ATP World Series Тверде – $295,000 – 32S/16D                                                                        | Джим Грабб Бретт Стівен Walkover                | Йонас Бйоркман Патрік Рафтер    | Бред Гілберт Іван Лендл         | Майкл Теббутт Джеймі Морґан Мартін Дамм Грег Руседскі        |
| 11 квітня | Philips Open Ніцца, Франція ATP World Series Ґрунт – $288,750 – 32S/16D                                                                         | Альберто Берасатегі 6–4, 6–2                    | Джим Кур'є                      | Ктіслав Доседель Марк Россе     | Стефан Едберг Тьєррі Гвардьйола Хорді Арресе Вейн Феррейра   |
| 11 квітня | Philips Open Ніцца, Франція ATP World Series Ґрунт – $288,750 – 32S/16D                                                                         | Хав'єр Санчес Марк Вудфорд 7–5, 6–3             | Гендрік Ян Давідс Піт Норвал    | Ктіслав Доседель Марк Россе     | Стефан Едберг Тьєррі Гвардьйола Хорді Арресе Вейн Феррейра   |
| 11 квітня | Eddleman U.S. Clay Court Championships Бірмінгем (Алабама), US ATP World Series Ґрунт – $288,350 – 32S/16D Одиночний розряд – Парний розряд     | Джейсон Столтенберг 6–3, 6–4                    | Габріель Маркус                 | Марсело Філіппіні Джаред Палмер | Девід Вітт Якко Елтінг Даніель Оршанік Хосе Франсіско Альтур |
| 11 квітня | Eddleman U.S. Clay Court Championships Бірмінгем (Алабама), US ATP World Series Ґрунт – $288,350 – 32S/16D Одиночний розряд – Парний розряд     | Річі Ренеберг Хрісто ван Ренсбург 2–6, 6–3, 6–2 | Браян Макфі Девід Вітт          | Марсело Філіппіні Джаред Палмер | Девід Вітт Якко Елтінг Даніель Оршанік Хосе Франсіско Альтур |
| 18 квітня | Kal Cup Korea Open Tennis Championships Сеул, Південна Корея ATP World Series Тверде – $188,750 – 32S/16D                                       | Джеремі Бейтс 6–4, 6–7(6–8), 6–3                | Єрн Ренценбрінк                 | Джефф Таранго Ян Сімерінк       | Маркус Цюкке Бретт Стівен Джеймі Морґан Чак Адамс            |
| 18 квітня | Kal Cup Korea Open Tennis Championships Сеул, Південна Корея ATP World Series Тверде – $188,750 – 32S/16D                                       | Стефан Сіміан Кенні Торн 6–4, 3–6, 7–5          | Кент Кіннієр Себастьян Ларо     | Джефф Таранго Ян Сімерінк       | Маркус Цюкке Бретт Стівен Джеймі Морґан Чак Адамс            |
| 18 квітня | Volvo Monte Carlo Open Рокбрюн-Кап-Мартен, Франція ATP Турнір Series, Single-Week Ґрунт – $1,470,000 – 64S/32D Одиночний розряд – Парний розряд | Андрій Медведєв 7–5, 6–1, 6–3                   | Серхі Бругера                   | Євген Кафельников Стефан Едберг | Давід Рікл Джим Кур'є Горан Іванишевич Томас Мустер          |
| 18 квітня | Volvo Monte Carlo Open Рокбрюн-Кап-Мартен, Франція ATP Турнір Series, Single-Week Ґрунт – $1,470,000 – 64S/32D Одиночний розряд – Парний розряд | Ніклас Культі Магнус Ларссон 3–6, 7–6, 6–4      | Євген Кафельников Даніель Вацек | Євген Кафельников Стефан Едберг | Давід Рікл Джим Кур'є Горан Іванишевич Томас Мустер          |
| 25 квітня | AT&T Challenge Атланта, США ATP World Series Ґрунт – $288,750 – 32S/16D Одиночний розряд – Парний розряд                                        | Майкл Чанг 6–7(4–7), 7–6(7–4), 6–0              | Тодд Мартін                     | Малівай Вашингтон Вейд Макгваєр | Крістіан Берґстрем Андре Агассі Ларс Єнссон Матс Віландер    |
| 25 квітня | AT&T Challenge Атланта, США ATP World Series Ґрунт – $288,750 – 32S/16D Одиночний розряд – Парний розряд                                        | Джаред Палмер Річі Ренеберг 4–6, 7–6, 6–4       | Франсіско Монтана Джим П'ю      | Малівай Вашингтон Вейд Макгваєр | Крістіан Берґстрем Андре Агассі Ларс Єнссон Матс Віландер    |
| 25 квітня | BMW Open Мюнхен, Німеччина ATP World Series Ґрунт – $400,000 – 32S/16D Одиночний розряд – Парний розряд                                         | Міхаель Штіх 6–2, 2–6, 6–3                      | Петр Корда                      | Андрій Чесноков Бернд Карбахер  | / Вейн Феррейра Давід Рікл Магнус Густафссон Амос Мансдорф   |
| 25 квітня | BMW Open Мюнхен, Німеччина ATP World Series Ґрунт – $400,000 – 32S/16D Одиночний розряд – Парний розряд                                         | Євген Кафельников Давід Рікл 7–6, 7–5           | Борис Бекер Петр Корда          | Андрій Чесноков Бернд Карбахер  | / Вейн Феррейра Давід Рікл Магнус Густафссон Амос Мансдорф   |
| 25 квітня | Trofeo Villa de Madrid Мадрид, Іспанія ATP World Series Ґрунт – $775,000 – 32S/16D                                                              | Томас Мустер 6–2, 3–6, 6–4, 7–5                 | Серхі Бругера                   | Хайме Їсага Алекс Корретха      | Стефан Едберг Іван Лендл Карлос Коста Якоб Гласек            |
| 25 квітня | Trofeo Villa de Madrid Мадрид, Іспанія ATP World Series Ґрунт – $775,000 – 32S/16D                                                              | Рікард Берг Менно Остінг 6–3, 6–4               | Жан-Філіпп Флер'ян Якоб Гласек  | Хайме Їсага Алекс Корретха      | Стефан Едберг Іван Лендл Карлос Коста Якоб Гласек            |

### Травень
| Тиждень             | Турнір | Чемпіони                                 | Фіналісти                                  | Півфіналісти                         | Чвертьфіналісти                                                |
| ------------------- | --- | ---------------------------------------- | ------------------------------------------ | ------------------------------------ | -------------------------------------------------------------- |
| 2 травня            | Panasonic German Open Гамбург, Німеччина ATP Турнір Series, Single-Week Ґрунт – $1,470,000 – 56S/28D Одиночний розряд – Парний розряд       | Андрій Медведєв 6–4, 6–4, 3–6, 6–3       | Євген Кафельников                          | Міхаель Штіх Хав'єр Санчес           | Карлос Коста Ріхард Крайчек Магнус Густафссон Якко Елтінг      |
| 2 травня            | Panasonic German Open Гамбург, Німеччина ATP Турнір Series, Single-Week Ґрунт – $1,470,000 – 56S/28D Одиночний розряд – Парний розряд       | Скотт Мелвілл Піт Норвал 6–3, 6–4        | Генрік Гольм Андерс Яррід                  | Міхаель Штіх Хав'єр Санчес           | Карлос Коста Ріхард Крайчек Магнус Густафссон Якко Елтінг      |
| 2 травня            | USTA Clay Court Classic Пайнгерст (Північна Кароліна), США ATP World Series Ґрунт – $250,000 – 32S/16D                                      | Джаред Палмер 6–4, 7–6(7–5)              | Тодд Мартін                                | Матс Віландер Марк Вудфорд           | Фабріс Санторо Вінс Спейдія Франко Давін Франсіско Клавет      |
| 2 травня            | USTA Clay Court Classic Пайнгерст (Північна Кароліна), США ATP World Series Ґрунт – $250,000 – 32S/16D                                      | Тодд Вудбрідж Марк Вудфорд 6–2, 3–6, 6–3 | Джаред Палмер Річі Ренеберг                | Матс Віландер Марк Вудфорд           | Фабріс Санторо Вінс Спейдія Франко Давін Франсіско Клавет      |
| 9 травня            | Internazionali d'Italia Rome, Італія ATP Турнір Series, Single-Week Ґрунт – $1,750,000 – 64S/32D Одиночний розряд – Парний розряд           | Піт Сампрас 6–1, 6–2, 6–2                | Борис Бекер                                | Ктіслав Доседель Горан Іванишевич    | Андреа Гауденці Джим Кур'є Якко Елтінг Міхаель Штіх            |
| 9 травня            | Internazionali d'Italia Rome, Італія ATP Турнір Series, Single-Week Ґрунт – $1,750,000 – 64S/32D Одиночний розряд – Парний розряд           | Євген Кафельников Давід Рікл 6–1, 7–5    | Вейн Феррейра Хав'єр Санчес                | Ктіслав Доседель Горан Іванишевич    | Андреа Гауденці Джим Кур'є Якко Елтінг Міхаель Штіх            |
| 9 травня            | America's Red Clay Tennis Championships Корал-Спрінгс, FL, USA ATP World Series Ґрунт – $215,000 – 32S/16D Одиночний розряд – Парний розряд | Луїс Маттар 6–4, 3–6, 6–3                | Джеймі Морґан                              | Фернандо Мелігені Марк Вудфорд       | Джаред Палмер Франко Давін Браян Шелтон Іван Лендл             |
| 9 травня            | America's Red Clay Tennis Championships Корал-Спрінгс, FL, USA ATP World Series Ґрунт – $215,000 – 32S/16D Одиночний розряд – Парний розряд | Лен Бейл Бретт Стівен 6–3, 7–5           | Кен Флек Стефан Сіміан                     | Фернандо Мелігені Марк Вудфорд       | Джаред Палмер Франко Давін Браян Шелтон Іван Лендл             |
| 16 травня           | Internazionali di Carisbo Болонья, Італія ATP World Series Ґрунт – $288,750 – 32S/16D                                                       | Хав'єр Санчес 7–6(7–3), 4–6, 6–3         | Альберто Берасатегі                        | Ктіслав Доседель Стефано Пескосолідо | Федеріко Мордеган Андреа Гауденці Хорді Бурільйо Джефф Таранго |
| 16 травня           | Internazionali di Carisbo Болонья, Італія ATP World Series Ґрунт – $288,750 – 32S/16D                                                       | Джон Фіцджеральд Патрік Рафтер 6–3, 6–3  | Войтех Флегль Ендрю Флорент                | Ктіслав Доседель Стефано Пескосолідо | Федеріко Мордеган Андреа Гауденці Хорді Бурільйо Джефф Таранго |
| 16 травня           | Peugeot World Team Cup Дюссельдорф, Німеччина                                                                                               | Німеччина · 2–1                          | Іспанія                                    |                                      |                                                                |
| 23 травня 30 травня | Відкритий чемпіонат Франції з тенісу Paris, Франція Grand Slam Ґрунт – $4,090,101 – 128S/64D/48XD Одиночний розряд – Парний розряд – Мікст  | Серхі Бругера 6–3, 7–5, 2–6, 6–1         | Альберто Берасатегі                        | Джим Кур'є Магнус Ларссон            | Піт Сампрас Андрій Медведєв Горан Іванишевич Гендрік Дрекманн  |
| 23 травня 30 травня | Відкритий чемпіонат Франції з тенісу Paris, Франція Grand Slam Ґрунт – $4,090,101 – 128S/64D/48XD Одиночний розряд – Парний розряд – Мікст  | Байрон Блек Джонатан Старк 6–4, 7–6      | Ян Апелль Йонас Бйоркман                   | Джим Кур'є Магнус Ларссон            | Піт Сампрас Андрій Медведєв Горан Іванишевич Гендрік Дрекманн  |
| 23 травня 30 травня | Відкритий чемпіонат Франції з тенісу Paris, Франція Grand Slam Ґрунт – $4,090,101 – 128S/64D/48XD Одиночний розряд – Парний розряд – Мікст  | Крісті Богерт Менно Остінг 7–5, 3–6, 7–5 | Лариса Савченко-Нейланд Андрій Ольховський | Джим Кур'є Магнус Ларссон            | Піт Сампрас Андрій Медведєв Горан Іванишевич Гендрік Дрекманн  |

### Червень
| Тиждень             | Турнір | Чемпіони                                      | Фіналісти                     | Півфіналісти                      | Чвертьфіналісти                                                         |
| ------------------- | --- | --------------------------------------------- | ----------------------------- | --------------------------------- | ----------------------------------------------------------------------- |
| 6 червня            | Torneo Internazionali "Citta di Firenze" Флоренція, Італія ATP World Series Ґрунт – $288,750 – 32S/16D                            | Марсело Філіппіні 3–6, 6–3, 6–3               | Річард Фромберг               | Паоло Кане Бернд Карбахер         | Марк-Кевін Гелльнер Орасіо де ла Пенья Габріель Маркус Франсіско Клавет |
| 6 червня            | Torneo Internazionali "Citta di Firenze" Флоренція, Італія ATP World Series Ґрунт – $288,750 – 32S/16D                            | Джон Айрленд Кенні Торн 7–6, 6–3              | Ніл Брод Грег Ван Ембург      | Паоло Кане Бернд Карбахер         | Марк-Кевін Гелльнер Орасіо де ла Пенья Габріель Маркус Франсіско Клавет |
| 6 червня            | Stella Artois Championships London, Great Britain ATP World Series Трава – $600,000 – 56S/28D                                     | Тодд Мартін 7–6(7–4), 7–6(7–4)                | Піт Сампрас                   | Ян Апелль Хрісто ван Ренсбург     | Вейн Феррейра Джеремі Бейтс Стефан Едберг Джеймі Морґан                 |
| 6 червня            | Stella Artois Championships London, Great Britain ATP World Series Трава – $600,000 – 56S/28D                                     | Ян Апелль Йонас Бйоркман 3–6, 7–6, 6–4        | Тодд Вудбрідж Марк Вудфорд    | Ян Апелль Хрісто ван Ренсбург     | Вейн Феррейра Джеремі Бейтс Стефан Едберг Джеймі Морґан                 |
| 6 червня            | The Continental Grass Court Championships Росмален, Нідерланди ATP World Series Трава – $288,750 – 32S/16D                        | Ріхард Крайчек 6–3, 6–4                       | Карстен Браш                  | Анрі Леконт Девід Адамс           | Алекс Антоніч Саймон Юл Веллі Месур Якко Елтінг                         |
| 6 червня            | The Continental Grass Court Championships Росмален, Нідерланди ATP World Series Трава – $288,750 – 32S/16D                        | Стефен Нотебом Фернон Вібір 6–3, 1–6, 7–6     | Дієго Наргісо Петер Нюборґ    | Анрі Леконт Девід Адамс           | Алекс Антоніч Саймон Юл Веллі Месур Якко Елтінг                         |
| 13 червня           | Gerry Weber Open Галле, Німеччина ATP World Series Трава – $500,000 – 32S/16D                                                     | Міхаель Штіх 6–4, 4–6, 6–3                    | Магнус Ларссон                | Веллі Месур Євген Кафельников     | Анрі Леконт Якоб Гласек Джим Кур'є Марк-Кевін Гелльнер                  |
| 13 червня           | Gerry Weber Open Галле, Німеччина ATP World Series Трава – $500,000 – 32S/16D                                                     | Олів'є Делетр Гі Форже 6–4, 6–7, 6–4          | Анрі Леконт Гері Мюллер       | Веллі Месур Євген Кафельников     | Анрі Леконт Якоб Гласек Джим Кур'є Марк-Кевін Гелльнер                  |
| 13 червня           | Hypo Group Tennis International Санкт-Пельтен, Австрія ATP World Series Ґрунт – $300,000 – 32S/16D                                | Томас Мустер 4–6, 6–2, 6–4                    | Томас Карбонелл               | Франсіско Ройг Ктіслав Доседель   | Вольфганг Шранц Кароль Кучера Франсіско Клавет Гілад Блюм               |
| 13 червня           | Hypo Group Tennis International Санкт-Пельтен, Австрія ATP World Series Ґрунт – $300,000 – 32S/16D                                | Войтех Флегль Ендрю Флорент 3–6, 6–1, 6–4     | Адам Малік Джефф Таранго      | Франсіско Ройг Ктіслав Доседель   | Вольфганг Шранц Кароль Кучера Франсіско Клавет Гілад Блюм               |
| 13 червня           | Direct Line Insurance Manchester Open Манчестер, Great Britain ATP World Series Трава – $290,000 – 32S/16D                        | Патрік Рафтер 7–6(7–5), 7–6(7–4)              | Вейн Феррейра                 | Джейсон Столтенберг Карел Новачек | Грег Руседскі Алекс О'Браєн Марк Петчі Якко Елтінг                      |
| 13 червня           | Direct Line Insurance Manchester Open Манчестер, Great Britain ATP World Series Трава – $290,000 – 32S/16D                        | Рік Ліч Дані Віссер 6–4, 4–6, 7–6             | Скотт Девіс Тревор Кронеманн  | Джейсон Столтенберг Карел Новачек | Грег Руседскі Алекс О'Браєн Марк Петчі Якко Елтінг                      |
| 20 червня 27 червня | Вімблдонський турнір London, Great Britain Grand Slam Трава – $3,920,625 – 128S/64D/64XD Одиночний розряд – Парний розряд – Мікст | Піт Сампрас 7–6(7–2), 7–6(7–5), 6–0           | Горан Іванишевич              | Тодд Мартін Борис Бекер           | Майкл Чанг Вейн Феррейра Гі Форже Крістіан Берґстрем                    |
| 20 червня 27 червня | Вімблдонський турнір London, Great Britain Grand Slam Трава – $3,920,625 – 128S/64D/64XD Одиночний розряд – Парний розряд – Мікст | Тодд Вудбрідж Марк Вудфорд 7–6(7–3), 6–3, 6–1 | Грант Коннелл Патрік Гелбрайт | Тодд Мартін Борис Бекер           | Майкл Чанг Вейн Феррейра Гі Форже Крістіан Берґстрем                    |
| 20 червня 27 червня | Вімблдонський турнір London, Great Britain Grand Slam Трава – $3,920,625 – 128S/64D/64XD Одиночний розряд – Парний розряд – Мікст | Гелена Сукова Тодд Вудбрідж 3–6, 7–5, 6–3     | Лорі Макніл Т. Дж. Міддлтон   | Тодд Мартін Борис Бекер           | Майкл Чанг Вейн Феррейра Гі Форже Крістіан Берґстрем                    |

### Липень
| Тиждень  | Турнір | Чемпіони                                                                                     | Фіналісти                                                         | Півфіналісти                       | Чвертьфіналісти                                             |
| -------- | --- | -------------------------------------------------------------------------------------------- | ----------------------------------------------------------------- | ---------------------------------- | ----------------------------------------------------------- |
| 4 липня  | RADO Swiss Open Гштаад, Швейцарія ATP World Series Ґрунт – $450,000 – 32S/16D Одиночний розряд – Парний розряд                                | Серхі Бругера 3–6, 7–5, 6–2, 6–1                                                             | Гі Форже                                                          | Андреа Гауденці Євген Кафельников  | Еміліо Санчес Вікаріо Марсело Ріос Томас Мустер Арно Боеч   |
| 4 липня  | RADO Swiss Open Гштаад, Швейцарія ATP World Series Ґрунт – $450,000 – 32S/16D Одиночний розряд – Парний розряд                                | Серхіо Касаль Еміліо Санчес Вікаріо 7–6, 6–4                                                 | Менно Остінг Даніель Вацек                                        | Андреа Гауденці Євген Кафельников  | Еміліо Санчес Вікаріо Марсело Ріос Томас Мустер Арно Боеч   |
| 4 липня  | Miller Lite Hall of Fame Championships Ньюпорт (Род-Айленд), США ATP World Series Трава – $215,000 – 32S/16D Одиночний розряд – Парний розряд | Девід Вітон 6–4, 3–6, 7–6(7–5)                                                               | Тодд Вудбрідж                                                     | Марк Петчі Байрон Блек             | Девід Вітт Давід Пріносіл Марк Каплан Джейсон Столтенберг   |
| 4 липня  | Miller Lite Hall of Fame Championships Ньюпорт (Род-Айленд), США ATP World Series Трава – $215,000 – 32S/16D Одиночний розряд – Парний розряд | Алекс Антоніч Грег Руседскі 6–4, 3–6, 6–4                                                    | Кент Кіннієр Девід Вітон                                          | Марк Петчі Байрон Блек             | Девід Вітт Давід Пріносіл Марк Каплан Джейсон Столтенберг   |
| 4 липня  | Swedish Open Бостад, Швеція ATP World Series Ґрунт – $288,750 – 32S/16D Одиночний розряд – Парний розряд                                      | Бернд Карбахер 6–4, 6–3                                                                      | Горст Скофф                                                       | Річард Фромберг Жан-Філіпп Флер'ян | Ян Апелль Даніель Оршанік Томас Карбонелл Андрій Чесноков   |
| 4 липня  | Swedish Open Бостад, Швеція ATP World Series Ґрунт – $288,750 – 32S/16D Одиночний розряд – Парний розряд                                      | Ян Апелль Йонас Бйоркман 6–2, 6–3                                                            | Ніклас Культі Мікаель Тільстрем                                   | Річард Фромберг Жан-Філіпп Флер'ян | Ян Апелль Даніель Оршанік Томас Карбонелл Андрій Чесноков   |
| 11 липня | Davis Cup sponsored by NEC Роттердам, Нідерланди – hard (i) Канни, Франція – hard Санкт-Петербург, Росія – carpet Галле, Німеччина – grass    | Переможці чвертьфіналів Сполучені Штати Америки 3–2 · Швеція 3–2 · Росія 3–2 · Німеччина 3–2 | Переможені у чвертьфіналах Нідерланди · Франція · Чехія · Іспанія |                                    |                                                             |
| 18 липня | Mercedes Cup Штутгарт, Німеччина ATP Турнір Series Ґрунт – $915,000 – 48S/24D Одиночний розряд – Парний розряд                                | Альберто Берасатегі 7–5, 6–3, 7–6(7–5)                                                       | Андреа Гауденці                                                   | Андрій Чесноков Бернд Карбахер     | Міхаель Штіх Томас Мустер Євген Кафельников Ларс Єнссон     |
| 18 липня | Mercedes Cup Штутгарт, Німеччина ATP Турнір Series Ґрунт – $915,000 – 48S/24D Одиночний розряд – Парний розряд                                | Скотт Мелвілл Піт Норвал 7–6, 7–5                                                            | Якко Елтінг Паул Гаргейс                                          | Андрій Чесноков Бернд Карбахер     | Міхаель Штіх Томас Мустер Євген Кафельников Ларс Єнссон     |
| 18 липня | Legg Mason Tennis Classic Вашингтон, США ATP Турнір Series Тверде – $525,000 – 56S/28D                                                        | Стефан Едберг 6–4, 6–2                                                                       | Джейсон Столтенберг                                               | Девід Вітон Байрон Блек            | Майкл Теббутт Бретт Стівен Томас Енквіст Аарон Крікстейн    |
| 18 липня | Legg Mason Tennis Classic Вашингтон, США ATP Турнір Series Тверде – $525,000 – 56S/28D                                                        | Грант Коннелл Патрік Гелбрайт 6–4, 4–6, 6–3                                                  | Йонас Бйоркман Якоб Гласек                                        | Девід Вітон Байрон Блек            | Майкл Теббутт Бретт Стівен Томас Енквіст Аарон Крікстейн    |
| 25 липня | Canadian Open Торонто, Ontario, Канада ATP Турнір Series, Single-Week Тверде – $1,470,000 – 56S/28D Одиночний розряд – Парний розряд          | Андре Агассі 6–4, 6–4                                                                        | Джейсон Столтенберг                                               | Вейн Феррейра Джим Кур'є           | Серхі Бругера Малівай Вашингтон Томас Енквіст Річі Ренеберг |
| 25 липня | Canadian Open Торонто, Ontario, Канада ATP Турнір Series, Single-Week Тверде – $1,470,000 – 56S/28D Одиночний розряд – Парний розряд          | Байрон Блек Джонатан Старк 7–6, 7–6                                                          | Патрік Макінрой Джаред Палмер                                     | Вейн Феррейра Джим Кур'є           | Серхі Бругера Малівай Вашингтон Томас Енквіст Річі Ренеберг |
| 25 липня | Dutch Open Гілверсюм, Нідерланди ATP World Series Ґрунт – $275,000 – 32S/16D Одиночний розряд – Парний розряд                                 | Карел Новачек 7–6, 6–4, 7–6(9–7)                                                             | Річард Фромберг                                                   | Альберто Берасатегі Марсело Ріос   | Ренцо Фурлан Ктіслав Доседель Гі Форже Гільберт Шаллер      |
| 25 липня | Dutch Open Гілверсюм, Нідерланди ATP World Series Ґрунт – $275,000 – 32S/16D Одиночний розряд – Парний розряд                                 | Даніель Оршанік Ян Сімерінк 6–4, 6–2                                                         | Девід Адамс Андрій Ольховський                                    | Альберто Берасатегі Марсело Ріос   | Ренцо Фурлан Ктіслав Доседель Гі Форже Гільберт Шаллер      |

### Серпень
| Тиждень             | Турнір | Чемпіони                                     | Фіналісти                           | Півфіналісти                         | Чвертьфіналісти                                                          |
| ------------------- | --- | -------------------------------------------- | ----------------------------------- | ------------------------------------ | ------------------------------------------------------------------------ |
| 1 серпня            | EA Generali Open Кіцбюель, Австрія ATP World Series Ґрунт – $375,000 – 48S/26D                                                         | Горан Іванишевич 6–2, 4–6, 4–6, 6–3, 6–2     | Фабріс Санторо                      | Томас Карбонелл Томас Мустер         | Фернандо Мелігені Хав'єр Санчес Гільберт Шаллер Олівер Гросс             |
| 1 серпня            | EA Generali Open Кіцбюель, Австрія ATP World Series Ґрунт – $375,000 – 48S/26D                                                         | Девід Адамс Андрій Ольховський 6–7, 6–3, 7–5 | Серхіо Касаль Еміліо Санчес Вікаріо | Томас Карбонелл Томас Мустер         | Фернандо Мелігені Хав'єр Санчес Гільберт Шаллер Олівер Гросс             |
| 1 серпня            | Skoda Czech Open Прага, Чехія ATP World Series Ґрунт – $340,000 – 32S/16D                                                              | Серхі Бругера 6–3, 6–4                       | Андрій Медведєв                     | Альберт Коста Ктіслав Доседель       | Карел Новачек Андрій Чесноков Алекс Корретха Оскар Мартінес              |
| 1 серпня            | Skoda Czech Open Прага, Чехія ATP World Series Ґрунт – $340,000 – 32S/16D                                                              | Карел Новачек Матс Віландер Walkover         | Томаш Крупа Павел Візнер            | Альберт Коста Ктіслав Доседель       | Карел Новачек Андрій Чесноков Алекс Корретха Оскар Мартінес              |
| 1 серпня            | Los Angeles Open Los Angeles, США ATP World Series Тверде – $288,750 – 32S/16D Одиночний розряд – Парний розряд                        | Борис Бекер 6–2, 6–2                         | Марк Вудфорд                        | Ріхард Крайчек Джейсон Столтенберг   | Джаред Палмер Ян Апелль Андре Агассі Карстен Браш                        |
| 1 серпня            | Los Angeles Open Los Angeles, США ATP World Series Тверде – $288,750 – 32S/16D Одиночний розряд – Парний розряд                        | Джон Фіцджеральд Марк Вудфорд 4–6, 6–2, 6–0  | Скотт Девіс Браян Макфі             | Ріхард Крайчек Джейсон Столтенберг   | Джаред Палмер Ян Апелль Андре Агассі Карстен Браш                        |
| 8 серпня            | Thriftway ATP Championships Мейсон, США ATP Турнір Series, Single-Week Тверде – $1,470,000 – 56S/28D Одиночний розряд – Парний розряд  | Майкл Чанг 6–2, 7–5                          | Стефан Едберг                       | Девід Вітон Міхаель Штіх             | Джим Кур'є Джейсон Столтенберг Алекс О'Браєн Амос Мансдорф               |
| 8 серпня            | Thriftway ATP Championships Мейсон, США ATP Турнір Series, Single-Week Тверде – $1,470,000 – 56S/28D Одиночний розряд – Парний розряд  | Алекс О'Браєн Сендон Столл 6–7, 6–3, 6–2     | Вейн Феррейра Марк Кратцманн        | Девід Вітон Міхаель Штіх             | Джим Кур'є Джейсон Столтенберг Алекс О'Браєн Амос Мансдорф               |
| 8 серпня            | Campionati Internazionali di San Marino Сан-Марино, Сан-Марино ATP World Series Ґрунт – $275,000 – 32S/16D                             | Карлос Коста 6–1, 6–3                        | Олівер Гросс                        | Марсело Філіппіні Крістоф ван Гарссе | Альберто Берасатегі Ларс Єнссон Ренцо Фурлан Алекс Лопес Морон           |
| 8 серпня            | Campionati Internazionali di San Marino Сан-Марино, Сан-Марино ATP World Series Ґрунт – $275,000 – 32S/16D                             | Ніл Брод Грег Ван Ембург 6–4, 7–6            | Хорді Арресе Ренцо Фурлан           | Марсело Філіппіні Крістоф ван Гарссе | Альберто Берасатегі Ларс Єнссон Ренцо Фурлан Алекс Лопес Морон           |
| 15 серпня           | RCA US Men's Hardcourt Championships Індіанаполіс, IN, USA ATP Турнір Series Тверде – $915,000 – 56S/28D                               | Вейн Феррейра 6–2, 6–1                       | Олів'є Делетр                       | Алекс Корретха Бернд Карбахер        | Томас Енквіст Стефан Едберг Джонатан Старк Річі Ренеберг                 |
| 15 серпня           | RCA US Men's Hardcourt Championships Індіанаполіс, IN, USA ATP Турнір Series Тверде – $915,000 – 56S/28D                               | Тодд Вудбрідж Марк Вудфорд 6–3, 6–4          | Джим Грабб Річі Ренеберг            | Алекс Корретха Бернд Карбахер        | Томас Енквіст Стефан Едберг Джонатан Старк Річі Ренеберг                 |
| 15 серпня           | Volvo International Нью-Гейвен (Коннектикут), США ATP Турнір Series Тверде – $915,000 – 56S/28D                                        | Борис Бекер 6–3, 7–5                         | Марк Россе                          | Міхаель Штіх Євген Кафельников       | Патрік Рафтер Малівай Вашингтон Марк-Кевін Гелльнер Андрій Медведєв      |
| 15 серпня           | Volvo International Нью-Гейвен (Коннектикут), США ATP Турнір Series Тверде – $915,000 – 56S/28D                                        | Грант Коннелл Патрік Гелбрайт 6–4, 7–6       | Якко Елтінг Паул Гаргейс            | Міхаель Штіх Євген Кафельников       | Патрік Рафтер Малівай Вашингтон Марк-Кевін Гелльнер Андрій Медведєв      |
| 22 серпня           | Waldbaum's Hamlet Cup Лонг-Айленд, США ATP World Series Тверде – $288,750 – 32S/16D                                                    | Євген Кафельников 5–7, 6–1, 6–2              | Седрік Пйолін                       | Річі Ренеберг Ренцо Фурлан           | Карел Новачек Майкл Чанг Тодд Мартін Малівай Вашингтон                   |
| 22 серпня           | Waldbaum's Hamlet Cup Лонг-Айленд, США ATP World Series Тверде – $288,750 – 32S/16D                                                    | Олів'є Делетр Гі Форже 6–4, 7–6              | Ендрю Флорент Марк Петчі            | Річі Ренеберг Ренцо Фурлан           | Карел Новачек Майкл Чанг Тодд Мартін Малівай Вашингтон                   |
| 22 серпня           | OTB International Open Скенектаді, NY, USA ATP World Series Тверде – $288,750 – 32S/16D                                                | Якко Елтінг 6–3, 6–4                         | Чак Адамс                           | Йонас Бйоркман Єрн Ренценбрінк       | Юнес Ель-Айнауї Томас Енквіст Марк-Кевін Гелльнер Ян Апелль              |
| 22 серпня           | OTB International Open Скенектаді, NY, USA ATP World Series Тверде – $288,750 – 32S/16D                                                | Ян Апелль Йонас Бйоркман 6–4, 7–6            | Якко Елтінг Паул Гаргейс            | Йонас Бйоркман Єрн Ренценбрінк       | Юнес Ель-Айнауї Томас Енквіст Марк-Кевін Гелльнер Ян Апелль              |
| 22 серпня           | International Championships of Croatia-Umag Умаг, Хорватія ATP World Series Ґрунт – $375,000 – 32S/16D                                 | Альберто Берасатегі 6–2, 6–4                 | Кароль Кучера                       | Хорді Арресе Горст Скофф             | Габріель Маркус Ернан Гумі Еміліо Бенфеле Альварес Еміліо Санчес Вікаріо |
| 22 серпня           | International Championships of Croatia-Umag Умаг, Хорватія ATP World Series Ґрунт – $375,000 – 32S/16D                                 | Дієго Перес Франсіско Ройг 6–2, 6–4          | Кароль Кучера Пол Векеса            | Хорді Арресе Горст Скофф             | Габріель Маркус Ернан Гумі Еміліо Бенфеле Альварес Еміліо Санчес Вікаріо |
| 29 серпня 5 вересня | Відкритий чемпіонат США з тенісу New York, США Grand Slam Тверде – $4,100,800 – 128S/64D/32XD Одиночний розряд – Парний розряд – Мікст | Андре Агассі 6–1, 7–6(7–5), 7–5              | Міхаель Штіх                        | Карел Новачек Тодд Мартін            | Хайме Їсага Йонас Бйоркман Томас Мустер Бернд Карбахер                   |
| 29 серпня 5 вересня | Відкритий чемпіонат США з тенісу New York, США Grand Slam Тверде – $4,100,800 – 128S/64D/32XD Одиночний розряд – Парний розряд – Мікст | Якко Елтінг Паул Гаргейс 6–3, 7–6            | Тодд Вудбрідж Марк Вудфорд          | Карел Новачек Тодд Мартін            | Хайме Їсага Йонас Бйоркман Томас Мустер Бернд Карбахер                   |
| 29 серпня 5 вересня | Відкритий чемпіонат США з тенісу New York, США Grand Slam Тверде – $4,100,800 – 128S/64D/32XD Одиночний розряд – Парний розряд – Мікст | Елна Рейнах Патрік Гелбрайт 6–2, 6–4         | Яна Новотна Тодд Вудбрідж           | Карел Новачек Тодд Мартін            | Хайме Їсага Йонас Бйоркман Томас Мустер Бернд Карбахер                   |

### Вересень
| Тиждень    | Турнір                                                                                           | Чемпіони                                    | Фіналісти                                                   | Півфіналісти                           | Чвертьфіналісти                                                 |
| ---------- | ------------------------------------------------------------------------------------------------ | ------------------------------------------- | ----------------------------------------------------------- | -------------------------------------- | --------------------------------------------------------------- |
| 12 вересня | Romanian Open Tennis Championships Бухарест, Румунія ATP World Series Ґрунт – $525,000 – 32S/16D | Франко Давін 6–2, 6–4                       | Горан Іванишевич                                            | Ренцо Фурлан Альберт Коста             | Алекс Корретха Томас Мустер Маркос Горріс Кароль Кучера         |
| 12 вересня | Romanian Open Tennis Championships Бухарест, Румунія ATP World Series Ґрунт – $525,000 – 32S/16D | Вейн Артурс Саймон Юл 6–4, 6–4              | Хорді Арресе Хосе Антоніо Конде                             | Ренцо Фурлан Альберт Коста             | Алекс Корретха Томас Мустер Маркос Горріс Кароль Кучера         |
| 12 вересня | Grand Prix Passing Shot Bordeaux Бордо, Франція ATP World Series Тверде – $375,000 – 32S/16D     | Вейн Феррейра 6–0, 7–5                      | Джефф Таранго                                               | Марк Россе Гі Форже                    | Гійом Рау Фабріс Санторо Седрік Пйолін Олів'є Делетр            |
| 12 вересня | Grand Prix Passing Shot Bordeaux Бордо, Франція ATP World Series Тверде – $375,000 – 32S/16D     | Олів'є Делетр Гі Форже 6–2, 2–6, 7–5        | Дієго Наргісо Гійом Рау                                     | Марк Россе Гі Форже                    | Гійом Рау Фабріс Санторо Седрік Пйолін Олів'є Делетр            |
| 12 вересня | Богота, Колумбія ATP World Series Ґрунт – $288,750 – 32S/16D                                     | Ніколас Перейра 6–3, 3–6, 6–4               | Маурісіо Хадад                                              | Карел Новачек Мігель Тобон             | Фернандо Мелігені Деніел Нестор Серхіо Кортес Крістіан Мініуссі |
| 12 вересня | Богота, Колумбія ATP World Series Ґрунт – $288,750 – 32S/16D                                     | Марк Ноулз Деніел Нестор 6–4, 7–6           | Люк Єнсен Мерфі Єнсен                                       | Карел Новачек Мігель Тобон             | Фернандо Мелігені Деніел Нестор Серхіо Кортес Крістіан Мініуссі |
| 19 вересня | Davis Cup sponsored by NEC Гетеборг, Швеція – carpet (i) Гамбург, Німеччина – hard               | Переможці півфіналів Швеція 3–2 · Росія 4–1 | Переможені у півфіналах Сполучені Штати Америки · Німеччина |                                        |                                                                 |
| 26 вересня | Campionati Internazionali di Sicilia Палермо, Італія ATP World Series Ґрунт – $290,000 – 32S/16D | Альберто Берасатегі 2–6, 7–6(8–6), 6–4      | Алекс Корретха                                              | Ктіслав Доседель Еміліо Санчес Вікаріо | Олівер Гросс Франсіско Клавет Хорді Арресе Гільберт Шаллер      |
| 26 вересня | Campionati Internazionali di Sicilia Палермо, Італія ATP World Series Ґрунт – $290,000 – 32S/16D | Том Кемперс Джек Вейт 7–6, 6–4              | Ніл Брод Грег Ван Ембург                                    | Ктіслав Доседель Еміліо Санчес Вікаріо | Олівер Гросс Франсіско Клавет Хорді Арресе Гільберт Шаллер      |
| 26 вересня | Salem Open Kuala Lumpur Куала-Лумпур, Малайзія ATP World Series Килим (i) – $375,000 – 32S/16D   | Якко Елтінг 7–6(7–1), 2–6, 6–4              | Андрій Ольховський                                          | Александр Мронц Тодд Вудбрідж          | Мацуока Сюдзо Джанлука Поцці Леандер Паес Адам Малік            |
| 26 вересня | Salem Open Kuala Lumpur Куала-Лумпур, Малайзія ATP World Series Килим (i) – $375,000 – 32S/16D   | Якко Елтінг Паул Гаргейс 6–0, 7–5           | Ніклас Культі Ларс-Андерс Вальгрен                          | Александр Мронц Тодд Вудбрідж          | Мацуока Сюдзо Джанлука Поцці Леандер Паес Адам Малік            |
| 26 вересня | Davidoff Swiss Indoors Базель, Швейцарія ATP World Series Тверде (i) – $775,000 – 32S/16D        | Вейн Феррейра 4–6, 6–2, 7–6(9–7), 6–3       | Патрік Макінрой                                             | Крістіано Каратті Гі Форже             | Міхаель Штіх Ліонель Ру Марк Россе Джаред Палмер                |
| 26 вересня | Davidoff Swiss Indoors Базель, Швейцарія ATP World Series Тверде (i) – $775,000 – 32S/16D        | Патрік Макінрой Джаред Палмер 6–3, 7–6      | Лен Бейл Джон-Лаффньє де Ягер                               | Крістіано Каратті Гі Форже             | Міхаель Штіх Ліонель Ру Марк Россе Джаред Палмер                |

### Жовтень
| Тиждень   | Турнір | Чемпіони                                    | Фіналісти                           | Півфіналісти                      | Чвертьфіналісти                                             |
| --------- | --- | ------------------------------------------- | ----------------------------------- | --------------------------------- | ----------------------------------------------------------- |
| 3 жовтня  | Grand Prix de Tennis de Toulouse Тулуза, Франція ATP World Series Тверде (i) – $375,000 – 32S/16D Одиночний розряд – Парний розряд          | Магнус Ларссон 6–1, 6–3                     | Джаред Палмер                       | Андрій Чесноков Бернд Карбахер    | Гі Форже Седрік Пйолін Арно Боеч Олів'є Делетр              |
| 3 жовтня  | Grand Prix de Tennis de Toulouse Тулуза, Франція ATP World Series Тверде (i) – $375,000 – 32S/16D Одиночний розряд – Парний розряд          | Менно Остінг Даніель Вацек 7–6, 6–7, 6–3    | Патрік Макінрой Джаред Палмер       | Андрій Чесноков Бернд Карбахер    | Гі Форже Седрік Пйолін Арно Боеч Олів'є Делетр              |
| 3 жовтня  | Athens International Афіни, Греція ATP World Series Ґрунт – $188,750 – 32S/16D Одиночний розряд – Парний розряд                             | Альберто Берасатегі 4–6, 7–6(7–4), 6–3      | Оскар Мартінес                      | Франсіско Клавет Алекс Корретха   | Маркос Ондруска Хав'єр Санчес Карстен Аррієнс Хорді Арресе  |
| 3 жовтня  | Athens International Афіни, Греція ATP World Series Ґрунт – $188,750 – 32S/16D Одиночний розряд – Парний розряд                             | Луїс Лобо Хав'єр Санчес 5–7, 6–1, 6–4       | Крістіан Бранді Федеріко Мордеган   | Франсіско Клавет Алекс Корретха   | Маркос Ондруска Хав'єр Санчес Карстен Аррієнс Хорді Арресе  |
| 3 жовтня  | Australian Indoor Tennis Championships Сідней, Австралія ATP Турнір Series Тверде (i) – $895,000 – 32S/16D Одиночний розряд – Парний розряд | Ріхард Крайчек 7–6(7–5), 7–6(9–7), 2–6, 6–3 | Борис Бекер                         | Патрік Рафтер Марк Вудфорд        | Джефф Таранго Аарон Крікстейн Ніклас Культі Джонатан Старк  |
| 3 жовтня  | Australian Indoor Tennis Championships Сідней, Австралія ATP Турнір Series Тверде (i) – $895,000 – 32S/16D Одиночний розряд – Парний розряд | Якко Елтінг Паул Гаргейс 6–4, 7–6           | Байрон Блек Джонатан Старк          | Патрік Рафтер Марк Вудфорд        | Джефф Таранго Аарон Крікстейн Ніклас Культі Джонатан Старк  |
| 10 жовтня | SEIKO Super Tennis Tokyo, Японія ATP Турнір Series Килим (i) – $895,000 – 48S/24D Одиночний розряд – Парний розряд                          | Горан Іванишевич 6–4, 6–4                   | Майкл Чанг                          | Стефан Едберг Якко Елтінг         | Ріхард Крайчек Бретт Стівен Тодд Мартін Джонатан Старк      |
| 10 жовтня | SEIKO Super Tennis Tokyo, Японія ATP Турнір Series Килим (i) – $895,000 – 48S/24D Одиночний розряд – Парний розряд                          | Грант Коннелл Патрік Гелбрайт 6–3, 3–6, 6–4 | Байрон Блек Джонатан Старк          | Стефан Едберг Якко Елтінг         | Ріхард Крайчек Бретт Стівен Тодд Мартін Джонатан Старк      |
| 10 жовтня | IPB Czech Indoor Острава, Чехія ATP World Series Килим (i) – $290,000 – 32S/16D Одиночний розряд – Парний розряд                            | Малівай Вашингтон 4–6, 6–3, 6–3             | Арно Боеч                           | Мартін Дамм Дієго Наргісо         | Джеремі Бейтс Кеннет Карлсен Юнас Свенссон Ян Сімерінк      |
| 10 жовтня | IPB Czech Indoor Острава, Чехія ATP World Series Килим (i) – $290,000 – 32S/16D Одиночний розряд – Парний розряд                            | Мартін Дамм Карел Новачек 6–4, 1–6, 6–3     | Гері Мюллер Піт Норвал              | Мартін Дамм Дієго Наргісо         | Джеремі Бейтс Кеннет Карлсен Юнас Свенссон Ян Сімерінк      |
| 10 жовтня | Tel Aviv Open Тель-Авів, Ізраїль ATP World Series Тверде – $250,000 – 32S/16D Одиночний розряд – Парний розряд                              | Вейн Феррейра 7–6(7–4), 6–3                 | Амос Мансдорф                       | Томас Мустер Фабріс Санторо       | Йонас Бйоркман Луїс Маттар Андрій Черкасов Маркос Ондруска  |
| 10 жовтня | Tel Aviv Open Тель-Авів, Ізраїль ATP World Series Тверде – $250,000 – 32S/16D Одиночний розряд – Парний розряд                              | Лен Бейл Джон-Лаффньє де Ягер 6–7, 6–2, 7–6 | Ян Апелль Йонас Бйоркман            | Томас Мустер Фабріс Санторо       | Йонас Бйоркман Луїс Маттар Андрій Черкасов Маркос Ондруска  |
| 17 жовтня | CA-TennisTrophy Відень, Австрія ATP World Series Килим (i) – $375,000 – 32S/16D Одиночний розряд – Парний розряд                            | Андре Агассі 7–6(7–4), 4–6, 6–2, 6–3        | Міхаель Штіх                        | Горан Іванишевич Томас Мустер     | Арне Томс Андреа Гауденці Петр Корда Ян Сімерінк            |
| 17 жовтня | CA-TennisTrophy Відень, Австрія ATP World Series Килим (i) – $375,000 – 32S/16D Одиночний розряд – Парний розряд                            | Майк Бауер Давід Рікл 7–6, 6–4              | Алекс Антоніч Грег Руседскі         | Горан Іванишевич Томас Мустер     | Арне Томс Андреа Гауденці Петр Корда Ян Сімерінк            |
| 17 жовтня | Grand Prix de Tennis de Lyon Ліон, Франція ATP World Series Килим (i) – $575,000 – 32S/16D Одиночний розряд – Парний розряд                 | Марк Россе 6–4, 7–6(7–2)                    | Джим Кур'є                          | Андрій Медведєв Андрій Чесноков   | Патрік Рафтер Вейн Феррейра Ліонель Ру Євген Кафельников    |
| 17 жовтня | Grand Prix de Tennis de Lyon Ліон, Франція ATP World Series Килим (i) – $575,000 – 32S/16D Одиночний розряд – Парний розряд                 | Якоб Гласек Євген Кафельников 6–7, 7–6, 7–6 | Мартін Дамм Патрік Рафтер           | Андрій Медведєв Андрій Чесноков   | Патрік Рафтер Вейн Феррейра Ліонель Ру Євген Кафельников    |
| 17 жовтня | Salem Open Beijing Beijing, КНР ATP World Series Килим (i) – $295,000 – 32S/16D Одиночний розряд – Парний розряд                            | Майкл Чанг 7–5, 7–5                         | Андерс Яррід                        | Бретт Стівен Девід Адамс          | Александр Мронц Андрій Ольховський Томас Нюдаль Елберт Чанг |
| 17 жовтня | Salem Open Beijing Beijing, КНР ATP World Series Килим (i) – $295,000 – 32S/16D Одиночний розряд – Парний розряд                            | Томмі Го Кент Кіннієр 7–6, 6–3              | Девід Адамс Андрій Ольховський      | Бретт Стівен Девід Адамс          | Александр Мронц Андрій Ольховський Томас Нюдаль Елберт Чанг |
| 24 жовтня | Stockholm Open Стокгольм, Швеція ATP Турнір Series, Single-Week Килим (i) – $1,470,000 – 48S/24D Одиночний розряд – Парний розряд           | Борис Бекер 4–6, 6–4, 6–3, 7–6(7–4)         | Горан Іванишевич                    | Піт Сампрас Євген Кафельников     | Магнус Ларссон Міхаель Штіх Серхі Бругера Андре Агассі      |
| 24 жовтня | Stockholm Open Стокгольм, Швеція ATP Турнір Series, Single-Week Килим (i) – $1,470,000 – 48S/24D Одиночний розряд – Парний розряд           | Тодд Вудбрідж Марк Вудфорд 6–3, 6–4         | Ян Апелль Йонас Бйоркман            | Піт Сампрас Євген Кафельников     | Магнус Ларссон Міхаель Штіх Серхі Бругера Андре Агассі      |
| 24 жовтня | Hellmann's Cup Сантьяго, Чилі ATP World Series Ґрунт – $188,750 – 32S/16D Одиночний розряд – Парний розряд                                  | Альберто Берасатегі 6–3, 6–4                | Франсіско Клавет                    | Ктіслав Доседель Алекс Корретха   | Хав'єр Франа Хорді Арресе Фернандо Мелігені Франко Давін    |
| 24 жовтня | Hellmann's Cup Сантьяго, Чилі ATP World Series Ґрунт – $188,750 – 32S/16D Одиночний розряд – Парний розряд                                  | Карел Новачек Матс Віландер 4–6, 7–6, 7–6   | Томас Карбонелл Франсіско Ройг      | Ктіслав Доседель Алекс Корретха   | Хав'єр Франа Хорді Арресе Фернандо Мелігені Франко Давін    |
| 31 жовтня | Paris Open Paris, Франція ATP Турнір Series, Single-Week Килим (i) – $2,000,000 – 48S/24D Одиночний розряд – Парний розряд                  | Андре Агассі 6–3, 6–3, 4–6, 7–5             | Марк Россе                          | Серхі Бругера Майкл Чанг          | Піт Сампрас Петр Корда Борис Бекер Горан Іванишевич         |
| 31 жовтня | Paris Open Paris, Франція ATP Турнір Series, Single-Week Килим (i) – $2,000,000 – 48S/24D Одиночний розряд – Парний розряд                  | Якко Елтінг Паул Гаргейс 3–6, 7–6, 7–5      | Байрон Блек Джонатан Старк          | Серхі Бругера Майкл Чанг          | Піт Сампрас Петр Корда Борис Бекер Горан Іванишевич         |
| 31 жовтня | Topper Open Монтевідео, Уругвай ATP World Series Ґрунт – $188,750 – 32S/16D Одиночний розряд – Парний розряд                                | Альберто Берасатегі 6–4, 6–0                | Франсіско Клавет                    | Гільберт Шаллер Марсело Філіппіні | Фабріс Санторо Карел Новачек Габріель Маркус Адріан Войня   |
| 31 жовтня | Topper Open Монтевідео, Уругвай ATP World Series Ґрунт – $188,750 – 32S/16D Одиночний розряд – Парний розряд                                | Марсело Філіппіні Луїс Маттар 7–6, 6–4      | Серхіо Касаль Еміліо Санчес Вікаріо | Гільберт Шаллер Марсело Філіппіні | Фабріс Санторо Карел Новачек Габріель Маркус Адріан Войня   |

### Листопад
| Тиждень      | Турнір | Чемпіони                                         | Фіналісти                        | Півфіналісти                                                              | Чвертьфіналісти                                                           |
| ------------ | --- | ------------------------------------------------ | -------------------------------- | ------------------------------------------------------------------------- | ------------------------------------------------------------------------- |
| 7 листопада  | Topper South American Open Буенос-Айрес, Аргентина ATP World Series Ґрунт – $288,750 – 32S/16D                                               | Алекс Корретха 6–3, 5–7, 7–6(7–5)                | Хав'єр Франа                     | Франсіско Клавет Карел Новачек                                            | Альберто Берасатегі Луїс Маттар Ктіслав Доседель Хуан Альберт Вілока      |
| 7 листопада  | Topper South American Open Буенос-Айрес, Аргентина ATP World Series Ґрунт – $288,750 – 32S/16D                                               | Серхіо Касаль Еміліо Санчес Вікаріо 6–3, 6–2     | Томас Карбонелл Франсіско Ройг   | Франсіско Клавет Карел Новачек                                            | Альберто Берасатегі Луїс Маттар Ктіслав Доседель Хуан Альберт Вілока      |
| 7 листопада  | Kremlin Cup Moscow, Росія ATP World Series Килим (i) – $1,100,000 – 32S/16D                                                                  | Олександр Волков 6–2, 6–4                        | Чак Адамс                        | Якко Елтінг Марк Россе                                                    | Петр Корда Даніель Вацек Євген Кафельников Карл-Уве Штеб                  |
| 7 листопада  | Kremlin Cup Moscow, Росія ATP World Series Килим (i) – $1,100,000 – 32S/16D                                                                  | Якко Елтінг Паул Гаргейс Walkover                | Девід Адамс Андрій Ольховський   | Якко Елтінг Марк Россе                                                    | Петр Корда Даніель Вацек Євген Кафельников Карл-Уве Штеб                  |
| 7 листопада  | European Community Championships Антверпен, Бельгія ATP World Series Килим (i) – $1,100,000 – 32S/16D                                        | Піт Сампрас 7–6(7–5), 6–4                        | Магнус Ларссон                   | Джаред Палмер Олів'є Делетр                                               | Байрон Блек Патрік Рафтер Йонас Бйоркман Себастьян Ларо                   |
| 7 листопада  | European Community Championships Антверпен, Бельгія ATP World Series Килим (i) – $1,100,000 – 32S/16D                                        | Ян Апелль Йонас Бйоркман 4–6, 6–1, 6–2           | Гендрік Ян Давідс Себастьян Ларо | Джаред Палмер Олів'є Делетр                                               | Байрон Блек Патрік Рафтер Йонас Бйоркман Себастьян Ларо                   |
| 14 листопада | ATP Tour World Championships Singles Франкфурт-на-Майні, Німеччина ATP Tour World Championships Килим (i) – $3,000,000 – 8S Одиночний розряд | Піт Сампрас 4–6, 6–3, 7–5, 6–4                   | Борис Бекер                      | Андре Агассі Серхі Бругера                                                | Майкл Чанг Альберто Берасатегі Стефан Едберг Горан Іванишевич             |
| 21 листопада | ATP Tour World Championships Doubles Джакарта, Індонезія ATP Tour World Championships Килим (i) – $1,300,000 – 8D Парний розряд              | Ян Апелль Йонас Бйоркман 6–4, 4–6, 4–6, 7–6, 7–6 | Тодд Вудбрідж Марк Вудфорд       | Semifinalists Девід Адамс / Андрій Ольховський Якко Елтінг / Паул Гаргейс | Semifinalists Девід Адамс / Андрій Ольховський Якко Елтінг / Паул Гаргейс |
| 28 листопада | Davis Cup by NEC: Final Moscow – carpet | Швеція · 4–1                                     | Росія                            |                                                                           |                                                                           |

### Грудень
| Тиждень  | Турнір                                                                | Чемпіони                                    | Фіналісти   | Півфіналісти                 | Чвертьфіналісти                                   |
| -------- | --------------------------------------------------------------------- | ------------------------------------------- | ----------- | ---------------------------- | ------------------------------------------------- |
| 6 грудня | Кубок Великого шлему Мюнхен, Німеччина Grand Slam Cup Килим (i) – 16S | Магнус Ларссон 7–6(8–6), 4–6, 7–6(7–5), 6–4 | Піт Сампрас | Горан Іванишевич Тодд Мартін | Майкл Чанг Борис Бекер Серхі Бругера Андре Агассі |

## Рейтинг ATP
| 10 січня 1994 | 10 січня 1994     | 10 січня 1994              |
| #             | Тенісист          | Країна                     |
| ------------- | ----------------- | -------------------------- |
| 1             | Піт Сампрас       | США                        |
| 2             | Міхаель Штіх      | Німеччина                  |
| 3             | Джим Кур'є        | США                        |
| 4             | Серхі Бругера     | Іспанія                    |
| 5             | Стефан Едберг     | Швеція                     |
| 6             | Андрій Медведєв   | Україна                    |
| 7             | Майкл Чанг        | США                        |
| 8             | Горан Іванишевич  | Хорватія                   |
| 9             | Томас Мустер      | Австрія                    |
| 10            | Седрік Пйолін     | Франція                    |
| 11            | Петр Корда        | Чехія                      |
| 12            | Борис Бекер       | Німеччина                  |
| 13            | Тодд Мартін       | США                        |
| 14            | Магнус Густафссон | Швеція                     |
| 15            | Ріхард Крайчек    | Нідерланди                 |
| 16            | Марк Россе        | Швейцарія                  |
| 17            | Олександр Волков  | Росія                      |
| 18            | Вейн Феррейра     | Південно-Африканський Союз |
| 19            | Карел Новачек     | Чехія                      |
| 20            | Іван Лендл        | США                        |

| 26 грудня 1994 | 26 грудня 1994      | 26 грудня 1994 | 26 грудня 1994 | 26 грудня 1994 | 26 грудня 1994 | 26 грудня 1994 |
| #              | Тенісист            | Країна         | Пункти         | Від            | До             | Зміна          |
| -------------- | ------------------- | -------------- | -------------- | -------------- | -------------- | -------------- |
| 1              | Піт Сампрас         | США            | 5097           | 1              | 1              | ▬              |
| 2              | Андре Агассі        | США            | 3249           | 2              | 32             | ▲ 22           |
| 3              | Борис Бекер         | Німеччина      | 3237           | 3              | 14             | ▲ 9            |
| 4              | Серхі Бругера       | Іспанія        | 3007           | 3              | 7              | ▬              |
| 5              | Горан Іванишевич    | Хорватія       | 2936           | 2              | 8              | ▲ 3            |
| 6              | Майкл Чанг          | США            | 2647           | 6              | 9              | ▲ 1            |
| 7              | Стефан Едберг       | Швеція         | 2471           | 3              | 9              | ▼ 2            |
| 8              | Альберто Берасатегі | Іспанія        | 2470           | 7              | 41             | ▲ 28           |
| 9              | Міхаель Штіх        | Німеччина      | 2380           | 2              | 9              | ▼ 7            |
| 10             | Тодд Мартін         | США            | 2307           | 5              | 13             | ▲ 3            |
| 11             | Євген Кафельников   | Росія          | 2174           | 11             | 102            | ▲ 91           |
| 12             | Вейн Феррейра       | ПАР            | 2121           | 11             | 22             | ▲ 6            |
| 13             | Джим Кур'є          | США            | 1909           | 2              | 14             | ▼ 10           |
| 14             | Марк Россе          | Швейцарія      | 1770           | 14             | 20             | ▲ 2            |
| 15             | Андрій Медведєв     | Україна        | 1655           | 4              | 15             | ▼ 9            |
| 16             | Томас Мустер        | Австрія        | 1616           | 9              | 16             | ▼ 7            |
| 17             | Ріхард Крайчек      | Нідерланди     | 1407           | 15             | 32             | ▼ 2            |
| 18             | Петр Корда          | Чехія          | 1397           | 11             | 20             | ▼ 7            |
| 19             | Магнус Ларссон      | Швеція         | 1331           | 19             | 49             | ▲ 20           |
| 20             | Патрік Рафтер       | Австралія      | 1296           | 20             | 54             | ▲ 32           |

## Статистична інформація

### Титули за тенісистами
- Піт Сампрас (10)
- Альберто Берасатегі (7)
- Майкл Чанг (6)
- Андре Агассі  (5)
- Вейн Феррейра (5)
- Борис Бекер (4)
- Серхі Бругера (3)
- Стефан Едберг (3)
- Євген Кафельников (3)
- Ріхард Крайчек (3)
- Томас Мустер (3)
- Міхаель Штіх (3)
- Магнус Густафссон (2)
- Якко Елтінг (2)
- Горан Іванишевич (2)
- Карлос Коста (2)
- Магнус Ларссон (2)
- Тодд Мартін (2)
- Андрій Медведєв (2)
- Марк Россе (2)
- Ренцо Фурлан (2)
- Джеремі Бейтс (1)
- Малівай Вашингтон (1)
- Девід Вітон (1)
- Олександр Волков (1)
- Франко Давін (1)
- Алекс Корретха (1)
- Бернд Карбахер (1)
- Луїс Маттар (1)
- Карел Новачек (1)
- Джаред Палмер (1)
- Ніколас Перейра (1)
- Патрік Рафтер (1)
- Хав'єр Санчес (1)
- Джейсон Столтенберг (1)
- Марсело Філіппіні (1)
- Маркус Цюкке (1)

## Зовнішні посилання
- Офіційний сайт ATP
- Офіційний сайт ITF